# Spirostachys
Spirostachys är ett släkte av törelväxter. Spirostachys ingår i familjen törelväxter.
Kladogram enligt Catalogue of Life:
| Spirostachys | \| \| Spirostachys africana \| \| \| \| \| \| Spirostachys venenifera \| \| \| \| |
|              | \| \| Spirostachys africana \| \| \| \| \| \| Spirostachys venenifera \| \| \| \| |
|              | Spirostachys africana                                                             |
|              |                                                                                   |
|              | Spirostachys venenifera                                                           |
|              |                                                                                   |

## Bildgalleri

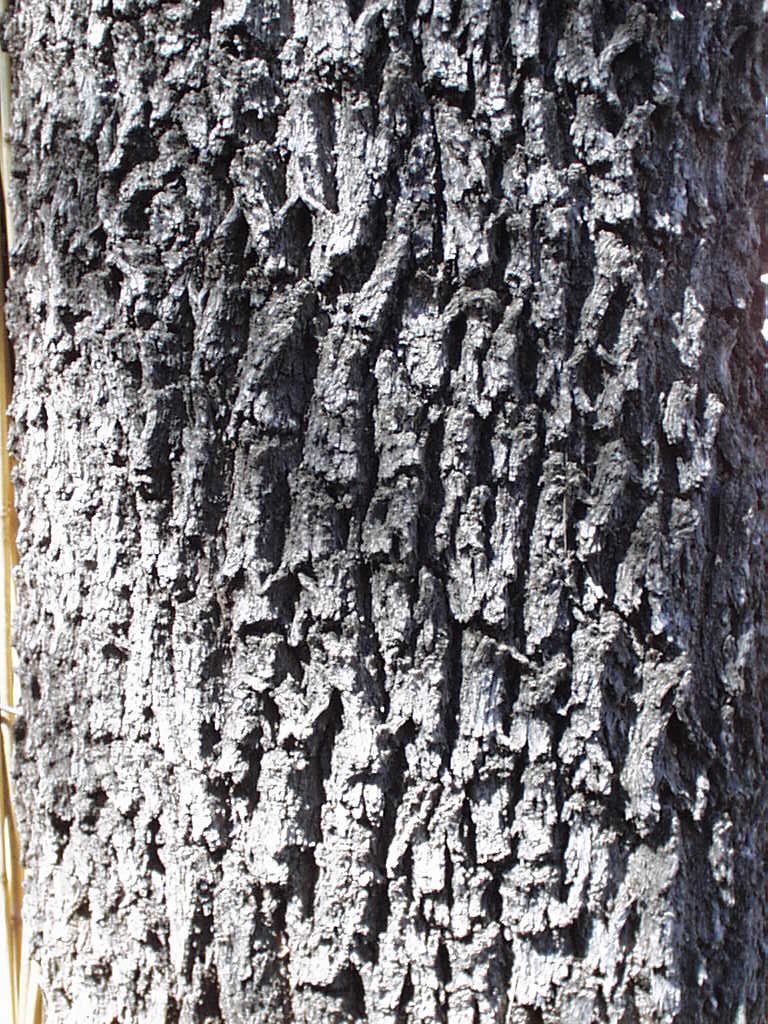
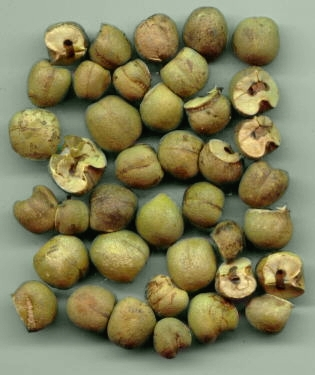